# Regine Herzog
Regine Herzog (* 1973 in Neumarkt in der Oberpfalz) ist eine deutsche Bildhauerin, Malerin und Installationskünstlerin.

## Leben
Regine Herzog studierte von 1997 bis 2004 an der Akademie der Bildenden Künste Nürnberg Bildhauerei bei Christian Höpfner und Malerei bei Johannes Grützke, dessen Meisterschülerin sie 2002 wurde.
Herzog lebt und arbeitet als freischaffende Künstlerin seit 2015 in Straubing und Nürnberg. Sie war von 2019 bis 2021 Lehrbeauftragte der Akademie der Bildenden Künste Nürnberg.

## Preise / Stipendien (Auswahl)
- 2004–2007 Förderatelier im Künstlerhaus Andreas-Stadel, Regensburg
- 2008 Neumüller-Stiftung, Regensburg
- 2008 Debütantenförderung, Bayerisches Ministerium für Wissenschaft, Forschung und Kunst
- 2010 HWP-Stipendium, Bayerisches Ministerium für Wissenschaft, Forschung und Kunst

## Ausstellungen (Auswahl)
- 2009 „3x Junge Kunst“, Debütantenausstellung, Kunst- und Gewerbeverein Regensburg[1]
- 2009 Große Kunstausstellung, Halle/Saale, Villa Kobe[2]
- 2011 „Wand“, Kreisgalerie Nürnberg
- 2011 „Große und k(l)eine Heilige“, Stadtmuseum Amberg, Städtische Galerie Alte Feuerwache[3]
- 2012 „atmos sphären“, Kunstverein Erlangen[4][5]
- 2013 „weltmenschwelt“, Kunstmuseum Erlangen
- 2013 10 Jahre „Künstlerseelsorge“ im Bistum Passau[6]
- 2014 Zeitgenössische Kunst in der Oberpfalz, Cordonhaus Cham
- 2015 „Farbe, Fläche, Form“, galerie konstantin b, Regensburg[7]
- 2016 „Blut und Gold“ im Rahmen des Projekts „Da-Sein in Kunst und Kirche“, Irnsing (Neustadt an der Donau)[8]
- 2017 „Eolipostels“, Luftmuseum Amberg[9]
- 2019 „Limits“, Burg Dagestein Vilseck[10]

## Öffentliche Sammlungen (Auswahl)
Kunstmuseum Erlangen; Schlosskapelle Woffenbach (Neumarkt/Oberpfalz); Caritas-Krankenhaus St. Joseph, Regensburg; Sammlung Bezirk Oberpfalz; Landratsamt Regensburg; Augenklinik Regensburg.